# 7112 Ghislaine
7112 Ghislaine è un asteroide della fascia principale. Scoperto nel 1986, presenta un'orbita caratterizzata da un semiasse maggiore pari a 2,7626142 UA e da un'eccentricità di 0,1466727, inclinata di 16,40907° rispetto all'eclittica.